# 김우익
김우익(金友益 1571년 ~ 1639년 10월 15일)은 조선 후기의 문신, 의병장이다. 자는 택지, 호는 두암, 금학헌, 본관은 예안(선성)이다. 이괄의 난 당시 영주지역 의병장이었다. 경상북도 영주 출신.
아버지는 사섬시첨정 김윤의이고 어머니는 한양조씨로 조양의 딸이다. 문절공 김담의 5대손이다. 어려서 송소 권우의 문하에서 수학했고 1612년 문과에 급제, 1613년 종사랑 성균관학록이 되었다. 이후 거산도 찰방, 황해도 도사, 형조 좌랑 등을 역임했다. 이괄의 난 당시 고을 사람들이 그를 의병대장으로 추대하여 활동했다. 이후 안동 제독, 진주 제독을 거쳐 1638년 한성부 서윤이 되고, 그해 해미현감을 역임했다.

## 생애
고조부는 생원 증 통례원 좌통례 김만칭이고, 증조부는 참봉 어모장군 김좌이고, 할아버지는 사섬시첨정 김택민이고, 아버지는 사섬시첨정을 지내고 후일 그의 공로로 증 승정원좌부승지에 추증된 김윤의의며 어머니는 한양조씨로 참판 조안효의 현손 충의위 조양의 딸이다. 
고조부 김만칭의 증직은 그의 7촌 아저씨 김륵의 출세로 추증된 것이다. 세종~세조 때의 문신이자 천문학자 김담의 5대손이다.
송소 권우의 문하에서 수학하였고 나중에는 여헌 장현광의 문하에서 수학했다. 1612년(광해군 4) 문과에 급제, 병조좌랑, 황해도도사를 거쳐 한성부서윤 겸 춘추관기주관에 이르렀다.
그는 두암우금촌으로 분가하여 거주하였다. 그는 효성과 우애가 독싫였으며 도보로 성묘를 다녔다. 황해도 도사로 재직 중 감사 백대연이 전임 감사 최기의 옥사를 확대하여 황해도 도내 여러 인사가 화를 입게 되자, 그가 여러 방면으로 주선하고 엎드려 간하여 황해도 인사들이 화를 모면하였다. 이괄의 난이 닥쳤을 때는 고을에서 그를 지역 의병대장에 추대하였다. 
5대조 문절공 김담의 묘소에 비석이 없는 것을 안타까워하여 묘비를 세웠고, 여헌 장현광에게 부탁하여 신도비문을 받아 세웠다. 1639년 10월 15일에 사망하였다. 시신은 경상북도 안동군 감천현 북쪽, 후일의 예천군 고방산(古方山) 아래 수곡촌(樹谷村) 뒤편 사향(巳向)에 매장되었다. 후에 학사 김응조가 찬한 비갈이 세워졌다. 부인 순천김씨의 묘소는 그의 묘 앞에 조성되었다.